# Imma niveiciliella
Imma niveiciliella är en fjärilsart som beskrevs av Pieter Cornelius Tobias Snellen 1885. Imma niveiciliella ingår i släktet Imma och familjen Immidae. Inga underarter finns listade i Catalogue of Life.